# Hammertorvorstadt
Die Hammertorvorstadt ist ein Stadtteil von Plauen im Stadtgebiet Nord.

## Geographie

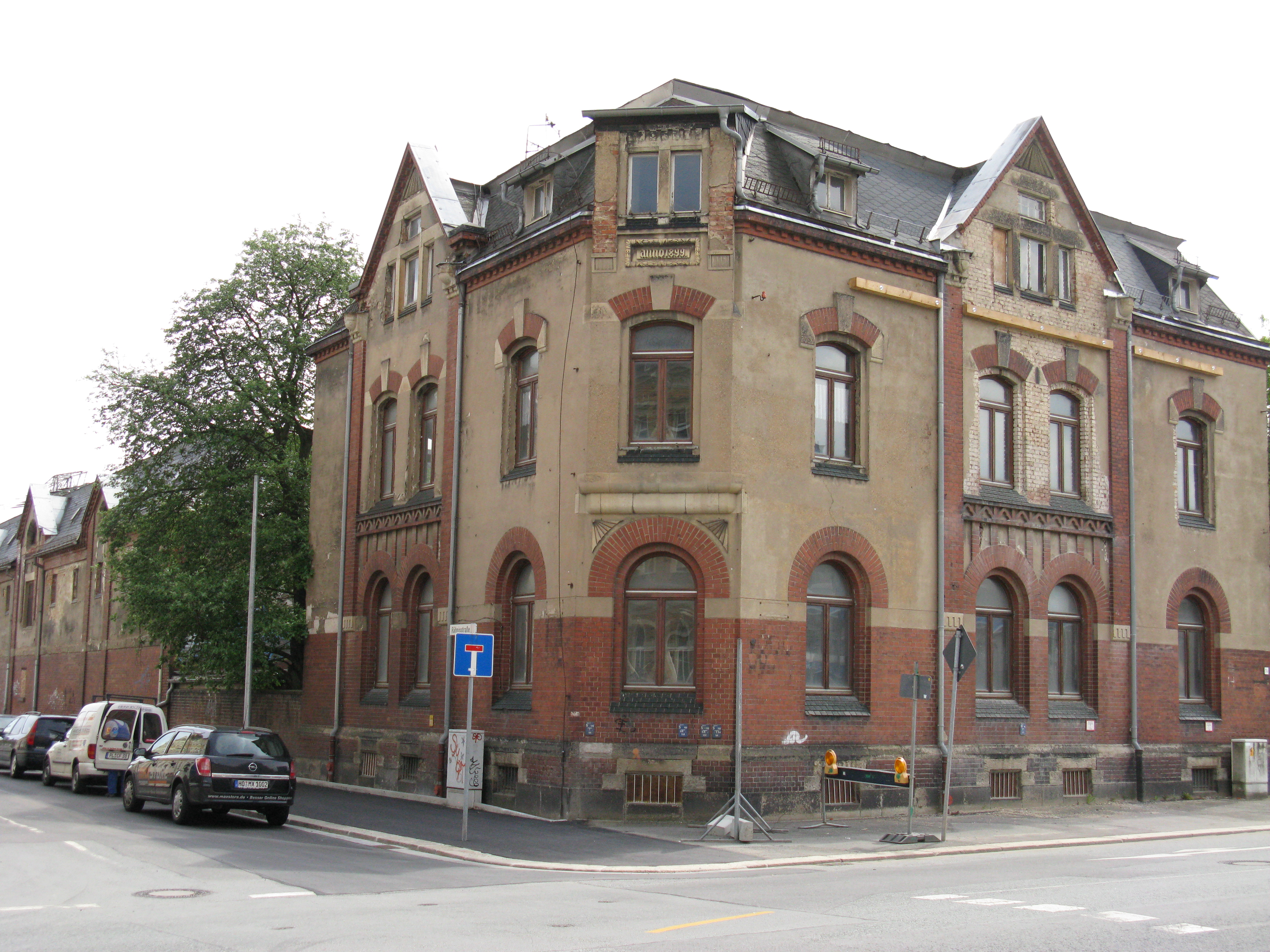
Denkmalgeschütztes Haus in der Hammerstraße

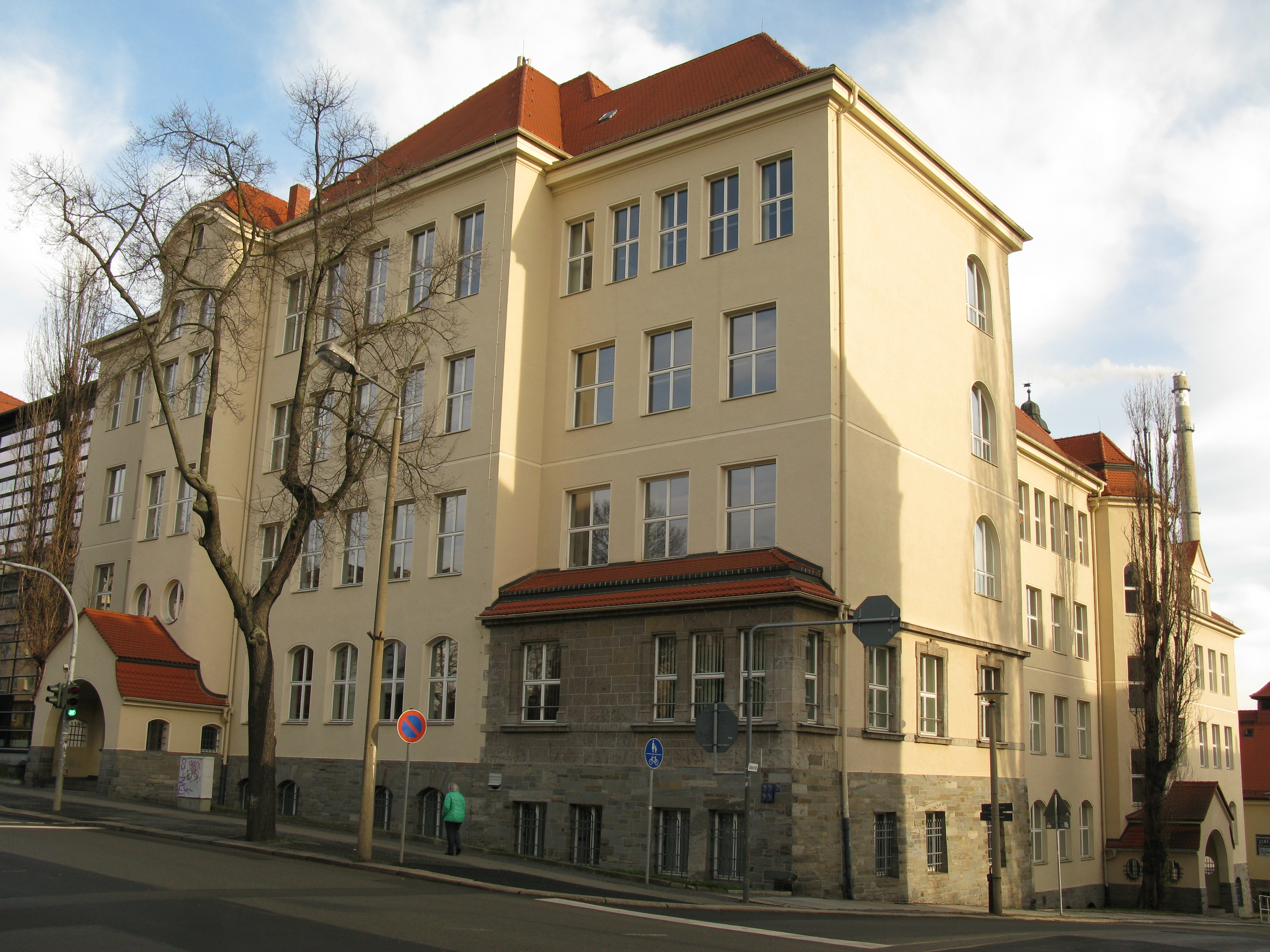
Die Mosenschule – Teil des Beruflichen Schulzentrums „Anne Frank“.

Die Hammertorvorstadt liegt relativ im Zentrum Plauens und grenzt an acht weitere Stadtteile.
| Reißiger Vorstadt            | Preißelpöhl                                 | Alt Chrieschwitz       |
| Bahnhofsvorstadt, Schloßberg | Kompassrose, die auf Nachbargemeinden zeigt | Chrieschwitz           |
| Neustadt                     |                                             | Reichenbacher Vorstadt |

Die östliche Grenze der Hammertorvorstadt bildet die Weiße Elster. Die nordwestliche Hälfte des Stadtteils dominiert eine große Kleingartenanlage und ganz im Norden der Friedhof II. Während der südöstliche Teil hauptsächlich durch Gewerbeflächen geprägt ist, auf denen sich unter anderem das Heizkraftwerk Plauen befindet. Die Teile werden durch die Bundesstraße 173 voneinander getrennt. An der westlichen Grenze steht das Berufliche Schulzentrum für Wirtschaft und Gesundheit „Anne Frank“. Etwa in der Mitte befindet sich ein Wohngebiet mit teils denkmalgeschützten Häusern.

## Öffentlicher Nahverkehr
Die Hammervorstadt wird von der Stadtbuslinie A/Ax der Plauener Straßenbahn GmbH bedient, die den Stadtteil mit dem Albertplatz und der Innenstadt verbindet. Außerdem verkehren Regionalbusse: Die TaktBus-Linie 63 führt nach Neuensalz, Treuen und Plohn und die RufBus-Linie 74 an die Talsperre Pöhl. Letztere verkehrt in der Sommersaison ohne Voranmeldung.
Am westlichen Rand des Stadtteils verkehren an der Haltestelle „Rähnisstraße“ zudem die PlusBus-Linie 70 nach Rodewisch und die TaktBus-Linie 92 nach Bad Elster.